# Friden
Friden – osada w Anglii, w hrabstwie Derbyshire, w dystrykcie Derbyshire Dales. Leży 31 km na północny zachód od miasta Derby i 213 km na północny zachód od Londynu.